# Monica Bwanga Misenga
Monica Bwanga Misenga (30 de noviembre de 1984) es una deportista congoleña que compitió en judo. Ganó una medalla de bronce en el Campeonato Africano de Judo de 2009 en la categoría de –70 kg.

## Palmarés internacional
| Campeonato Africano | Campeonato Africano     | Campeonato Africano | Campeonato Africano |
| Año                 | Lugar                   | Medalla             | Categoría           |
| ------------------- | ----------------------- | ------------------- | ------------------- |
| 2009                | Puerto Louis (Mauricio) | Medalla de bronce   | –70 kg              |